# Clan Jodorovitx
El clan Jodorovitx, Jodorovich o Montero-Jodorovich, és una organització criminal sorgida els anys setanta a Catalunya, liderada en els seus inicis per Antoni Montero Batista (el Mulato) i Luisa Jodorovich, delinqüents habituals des dels anys seixanta. Inicialment dedicat als robatoris violents, el grup va evolucionar fins a ser considerat una de les organitzacions més destacades del narcotràfic i el tràfic d'armes a Catalunya, essent investigada diversos cops per blanqueig de capitals.
L'origen d'aquest clan familiar es remunta als anys quaranta, amb l'establiment a Barcelona de la família Jodorovitx Estancovitx, en barris com Can Tunis o el Polvorí. L'activitat criminal els va fer disposar de propietats i controlar el tràfic de drogues a la Zona Franca, el Camp de la Bota o La Mina, entre d'altres. Dos dels caps visibles de l'organització han estat Aquilino Montero Jodorovich, i el seu fill Antonio Montero Jodorovich.